# Atholl

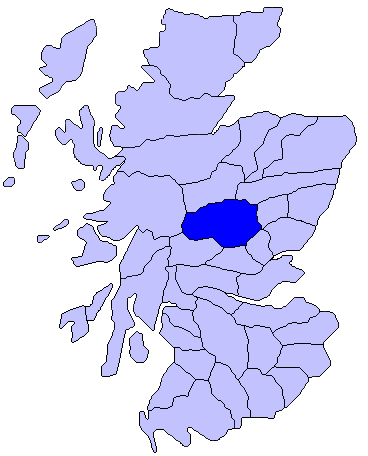
Carte de l'Écosse montrant le comté d'Atholl

 (juin 2025).
L'Atholl ou l'Athole (gaélique d'Écosse Athall, anciennement Athfhotla) est un vaste district historique des Highlands d'Écosse. Aujourd'hui il compose la partie nord du Perth and Kinross, bordant les bourgs de Marr, Badenoch, Breadalbane, Strathearn, Perth et Lochaber.

## Histoire
Atholl est historiquement considéré comme un mormaerdom, plus tard comme un comté. Le premier duc d'Atholl fut Matad au XIIe siècle. En 1703, Atholl devint le nom d'un titre de duc par la volonté de la reine Anne. Le titre compte aussi plusieurs titres subsidiaires, comme marquis d'Atholl (créé en 1676), marquis de Tullibardine (1703), comte d'Atholl (1629), comte de Tullibardine (1606 et 1676), comte de Strathtay and Strathardle (1703), vicomte de Balquhidder (1676), Lord Murray de Tullibardine (1604), Lord Murray, Balvenie and Gask (1676) et Baron Percy (1722). La baronnie de Percy fait partie de la pairie de Grande-Bretagne ; tous les autres titres font partie de la pairie d'Écosse.
Parmi les villes et les villages de l'Atholl, on compte Aberfeldy, Ballinluig, Blair Atholl, Dunkeld, Logierait, Pitlochry et Weem.

## Étymologie
En gaélique d'Écosse, le nom Atholl est Athall, qui dérive de Athfhotla, « un autre (ou "une seconde") Fotla », Fotla désignant l'Irlande de manière traditionnelle.

## Personnalités
- Alexander Mackenzie, né à Logierait en 1822, homme politique et second Premier ministre du Canada.